# Embraer EMB 120 Brasilia
Embraer EMB 120 Brasilia — турбовинтовой двухдвигательный пассажирский самолёт среднего радиуса действия вместимостью 30 пассажиров, разработанный и произведенный бразильской авиастроительной компанией Embraer. 
Успех самолёта Bandeirante побудил бразильскую авиастроительную компанию приступить к разработке нового, удлиненного варианта данного самолета.  Разработка EMB 120 началась в 1974 году. Изначально самолёт задумывался как серия самолётов под названием Araguaia, с целью достижения высокой степени унификации с многоцелевым EMB 121 Xingu. В 1979 году самолёт был перепроектирован и выпущен в серию под названием Brasilia. Модернизация, проведённая с учётом отзывов эксплуатантов, несколько уменьшила количество посадочных мест, одновременно устранив унифицированность с EMB 121. Его размеры, скорость и позволили выполнять более быстрые и прямые рейсы по сравнению с аналогичными самолётами. EMB 120 имеет фюзеляж круглого сечения, низкорасположенные прямые крылья и Т-образное хвостовое оперение.
Работы по новой машине были начаты в 1979 году, а первый полет самолет, названный EMB-120 Brasilia, совершил 27 июля 1983 года. В октябре 1985 года первый EMB 120 поступил в авиакомпанию Atlantic Southeast Airlines, и вскоре он поступил в многочисленные региональные авиакомпании, особенно на  рынке региональных авиаперевозок США. Хотя большинство продаж пришлось на гражданских операторов, некоторые военные заказчики также заказали специализированные варианты этого самолёта, например, версия для VIP-перевозок, VC-97, эксплуатировалась ВВС Бразилии. Было разработано множество моделей для различных задач и требований, включая конвертируемый в различные варианты EMB120 Convertible и EMB120ER с увеличенной дальностью полёта. В 2001 году производство EMB 120 было прекращено, и он стал  последним турбовинтовым самолётом, выпущенным Embraer.

## Конструкция
Фюзеляж имеет внутренний диаметр 2,28 м, а кресла в ряду располагаются по схеме 2+1. Самолёт оборудован двумя турбовинтовыми двигателями семейства PW100 компании Pratt & Whitney и имели первоначальное обозначение PW115, которое при запуске в серию (и дальнейших модификациях) сменилось на PW118 (также существуют модификации PW118A и PW118B с повышенной мощностью).
Данные моторы открывают линейку моторов семейства PW100 (PW118, PW120, PW121, PW124, PW127) однако в отличие от «старших» собратьев данный мотор не оснащён тормозом винта, поэтому в режиме ВСУ работать на земле не может.
Самолёт оснащён ВСУ, преимущественно Garrett GTCP36-150AA. За время производства с 1983 по 2001 гг. было изготовлено более 350 самолётов Embraer EMB-120 различных вариантов.

## Модификации
- EMB-120: 30-местный пассажирский самолёт
- VC-97: VIP самолёт для ВВС Бразилии
- EMB-120ER: увеличен на 500 кг максимальный взлётный вес (доработка по сервисному бюллетеню — увеличение ёмкости топливных баков), выпускался с 1993 года, на ранее выпущенных самолётах преимущественно выполнена доработка.

## Лётно-технические характеристики
Приведённые ниже характеристики соответствуют модификации EMB-120C:
Технические характеристики
- Экипаж: 2 человека
- Пассажировместимость: 30 человек
- Длина: 20,0 м
- Размах крыла: 19,78 м
- Высота: 6,35 м
- Площадь крыла: 39,43 м²
- Коэффициент удлинения крыла: 9,86
- Масса пустого: 7 070 кг
- Максимальная взлётная масса: 11 500 кг (11 990 кг для версии ER)
- Силовая установка: 2 × ТВД Pratt & Whitney PW118
- Мощность двигателей: 2 × 1800 л. с. (2 × 1340 кВт)

Лётные характеристики
- Максимальная скорость: 552 км/ч
- Крейсерская скорость: 482 км/ч
- Практическая дальность: 1 750 км
- Практический потолок: 9 085 м

## Аварии и катастрофы
По данным сайта Aviation Safety Network, по состоянию на 31 октября 2020 года в общей сложности в результате катастроф и серьёзных аварий были потеряны 25 самолётов Embraer EMB-120 Brasilia. Попыток угона не было. Всего в этих происшествиях погибли 210 человек.
| Дата       | Бортовой номер | Место происшествия  | Жертвы | Краткое описание |
| ---------- | -------------- | ------------------- | ------ | --- |
| 19.09.1986 | N219AS         | Серра-да-Мантикейра | 5/5    | Столкнулся с закрытой облаками горой во время перегоночного полёта с завода Embraer. |
| 21.12.1987 | F-GEGH         | Бордо               | 16/16  | Столкнулся с деревьями при заходе на посадку в условиях плохой видимости из-за ошибок экипажа. |
| 08.07.1988 | FAB2001        | Сан-Жозе-дус-Кампус | 5/9    | Борт ВВС Бразилии. Тестовый полёт. Разбился при посадке с одним работающим двигателем. |
| 05.04.1991 | N270AS         | Брансуик            | 23/23  | Разбился при заходе на посадку из-за неисправностей в механизме поворота лопастей левого двигателя. В этой катастрофе погибли бывший сенатор США Джон Тауэр и астронавт Мэнли Картер.                        |
| 11.09.1991 | N33701         | Игл-Лейк            | 14/14  | Частичное разрушение хвостового оперения в полёте с последующим сваливанием из-за грубых нарушений при техобслуживании.                                                                                      |
| 29.04.1993 | N24706         | Пайн-Блафф          | 0/30   | Из-за ошибок экипажа во время набора высоты потерял скорость и перешёл в сваливание. После восстановления контроля была произведена вынужденная посадка на ближайшем аэродроме, самолёт получил повреждения. |
| 21.08.1995 | N256AS         | Карролтон           | 8/29   | В полёте произошёл отказ левого двигателя, от пропеллера которого отделилась одна из лопастей. Самолёт произвёл вынужденную посадку на поле вне аэропорта и разрушился.                                      |
| 09.01.1997 | N265CA         | Монро               | 29/29  | При заходе на посадку экипаж потерял управление из-за атмосферного обледенения крыльев. |
| 03.03.1997 | PT-MFC         | Вильена             | 0/16   | Столкнулся с деревьями при посадке в условиях плохой видимости из-за ошибок экипажа. |
| 21.10.1998 | PT-WKH         | Форталеза           | 3+1/3  | Произвёл посадку с превышением скорости, на пробеге выкатился с лётного поля и врезался в жилой дом. |
| 16.10.2001 | N120AX         | Бетел               | 0/2    | Столкнулся с поверхностью при посадке в тёмное время суток в СМУ из-за ошибок экипажа. |
| 14.01.2002 | EC-GTJ         | Сальдивар           | 3/3    | При заходе на посадку в Бильбао произошёл отказ автопилота. Экипаж занялся поиском причин неисправности, отвлёкшись от управления, и самолёт врезался в гору Санта Марина.                                   |
| 13.08.2002 | PT-WGE         | Манаус              | 0/29   | Во время руления после посадки экипаж столкнулся с неисправностью тормозов. Несмотря на принятые меры, выкатился с лётного поля и получил повреждения.                                                       |
| 30.08.2002 | PT-WRQ         | Риу-Бранку          | 23/31  | Столкнулся с поверхностью при заходе на посадку во время ливня. |
| 14.05.2004 | PT-WRO         | Манаус              | 33/33  | Упал в джунгли при заходе на посадку. |
| 02.08.2009 | 5N-BLN         | Энугу               | 0/33   | Возгорание одного из двигателей при его запуске на стоянке, пассажиры были эвакуированы. |
| 22.03.2010 | VH-ANB         | Дарвин              | 2/2    | Тренировочный полёт. Разбился при взлёте с имитацией отказа левого двигателя. |
| 14.09.2011 | T-500          | Уамбо               | 17/23  | Борт ВВС Анголы. Развалился надвое и загорелся при взлёте. В катастрофе погибли 11 армейских офицеров, в том числе 3 генерала.                                                                               |
| 12.10.2011 | ZS-PYO         | Порт-Жантиль        | 0/30   | Выкатился за пределы ВПП на пробеге после посадки, оба крыла отделились от фюзеляжа. |
| 27.11.2012 | D6-HUA         | Морони              | 0/29   | Упал в море при попытке возврата в аэропорт вылета из-за (предположительно) утечки топлива. |
| 03.10.2013 | 5N-BJY         | Лагос               | 16/20  | Упал после взлёта из-за неисправностей двигателя и ошибок экипажа. |
| 31.07.2015 | VQ-BBX         | Москва              | 0/31   | Не вышла передняя стойка шасси, совершил аварийную посадку. |
| 12.10.2017 | D2-FDO         | Северная Лунда      | 7/7    | Пропал с радаров через 15 минут после вылета. |
| 04.05.2020 | 5Y-AXO         | Бардейл             | 6/6    | Сбит по ошибке. Перевозил гуманитарную помощь. |
| 11.07.2023 | 6O-AAD         | Могадишо            | 0/34   | Садился при сильном попутном ветре 15-16 узлов. На пробеге сошёл с полосы, и на большой скорости, развернувшись на 180 градусов, пробил бетонное ограждение аэропорта и полностью разрушился.                |